# Francia ai XX Giochi olimpici invernali
La Francia ha partecipato ai XX Giochi olimpici invernali di Torino, che si sono svolti dal 10 al 26 febbraio 2006, con una delegazione di 82 atleti.

## Medaglie

### Medaglie d'oro
| Medaglia | Nome                    | Sport      | Evento                  |
| -------- | ----------------------- | ---------- | ----------------------- |
| Oro      | Antoine Dénériaz        | Sci alpino | discesa libera maschile |
| Oro      | Vincent Defrasne        | Biathlon   | Inseguimento maschile   |
| Oro      | Florence Baverel-Robert | Biathlon   | Sprint femminile        |

### Medaglie d'argento
| Medaglia | Nome           | Sport       | Evento                  |
| -------- | -------------- | ----------- | ----------------------- |
| Argento  | Joël Chenal    | Sci alpino  | Slalom gigante maschile |
| Argento  | Roddy Darragon | Sci nordico | Sprint maschile         |

### Medaglie di bronzo
| Medaglia | Nome                                                                    | Sport     | Evento               |
| -------- | ----------------------------------------------------------------------- | --------- | -------------------- |
| Bronzo   | Julien Robert Vincent Defrasne Ferréol Cannard Raphaël Poirée           | Biathlon  | staffetta maschile   |
| Bronzo   | Delphyne Peretto Florence Baverel-Robert Sylvie Becaert Sandrine Bailly | Biathlon  | staffetta femminile  |
| Bronzo   | Sandra Laoura                                                           | Freestyle | gobbe femminile      |
| Bronzo   | Paul-Henri de Le Rue                                                    | Snowboard | bordercross maschile |

## Biathlon
| Gara                    | Atleta                                                        | Penalità | Tempo d'arrivo | Posizione |
| ----------------------- | ------------------------------------------------------------- | -------- | -------------- | --------- |
| 10 km sprint            | Vincent Defrasne                                              | 1        | 26'54"2        | 4         |
| 10 km sprint            | Ferréol Cannard                                               | 1        | 28'19"7        | 32        |
| 10 km sprint            | Raphaël Poirée                                                | 1        | 27'19"0        | 8         |
| 10 km sprint            | Julien Robert                                                 | 0        | 27'54"1        | 18        |
| 12,5 km inseguimento    | Vincent Defrasne                                              | 3        | 35'20"2        |           |
| 12,5 km inseguimento    | Ferréol Cannard                                               | 6        | 40'7"7         | 40        |
| 12,5 km inseguimento    | Julien Robert                                                 | 1        | 37'15"9        | 10        |
| 12,5 km inseguimento    | Raphaël Poirée                                                | DNF      |                |           |
| 15 km partenza in linea | Vincent Defrasne                                              | 4        | 48'20"7        | 11        |
| 15 km partenza in linea | Raphaël Poirée                                                | 2        | 48'24"9        | 12        |
| 15 km partenza in linea | Julien Robert                                                 | 2        | 48'51"8        | 16        |
| 20 km individuale       | Vincent Defrasne                                              | 6        | 59'16"1        | 34        |
| 20 km individuale       | Raphaël Poirée                                                | 3        | 57'21"1        | 20        |
| 20 km individuale       | Simon Fourcade                                                | 3        | 59'01"7        | 31        |
| 20 km individuale       | Julien Robert                                                 | 0        | 55'59"4        | 6         |
| Staffetta 4x7,5 km      | Julien Robert Ferréol Cannard Vincent Defrasne Raphaël Poirée | 6        | 1h 22'35"1     |           |

| Gara                      | Atleta                                                                  | Penalità | Tempo d'arrivo | Posizione |
| ------------------------- | ----------------------------------------------------------------------- | -------- | -------------- | --------- |
| 7,5 km sprint             | Sandrine Bailly                                                         | 2        | 22'43"0        | 6         |
| 7,5 km sprint             | Sylvie Becaert                                                          | 0        | 24'12"9        | 30        |
| 7,5 km sprint             | Delphyne Peretto                                                        | 0        | 23'31"2        | 14        |
| 7,5 km sprint             | Florence Baverel-Robert                                                 | 0        | 22'31"4        |           |
| 10 km inseguimento        | Sandrine Bailly                                                         | 3        | 39'39"5        | 12        |
| 10 km inseguimento        | Sylvie Becaert                                                          | 3        | 43'17"1        | 34        |
| 10 km inseguimento        | Florence Baverel-Robert                                                 | 4        | 39'57"6        | 13        |
| 10 km inseguimento        | Delphyne Peretto                                                        | 3        | 42'51"8        | 26        |
| 12,5 km partenza in linea | Sandrine Bailly                                                         | 4        | 42'21"5        | 10        |
| 12,5 km partenza in linea | Florence Baverel-Robert                                                 | 2        | 41'40"5        | 5         |
| 12,5 km partenza in linea | Sylvie Becaert                                                          | 6        | 45'38"4        | 26        |
| 12,5 km partenza in linea | Delphyne Peretto                                                        | 5        | 45'39"9        | 27        |
| 15 km individuale         | Sandrine Bailly                                                         | 3        | 51'58"2        | 6         |
| 15 km individuale         | Sylvie Becaert                                                          | 2        | 53'59          | 24        |
| 15 km individuale         | Florence Baverel-Robert                                                 | 5        | 54'14"1        | 26        |
| 15 km individuale         | Delphyne Peretto                                                        | 3        | 55'40"5        | 40        |
| Staffetta 4x6 km          | Delphyne Peretto Florence Baverel-Robert Sylvie Becaert Sandrine Bailly | 8        | 1h 18'38"7     |           |

## Bob
| Gara                   | Equipaggio                                                                 | Manche 1 | Manche 2 | Manche 3 | Manche 4 | Totale  | Posizione |
| ---------------------- | -------------------------------------------------------------------------- | -------- | -------- | -------- | -------- | ------- | --------- |
| Bob a due maschile     | Bruno Mingeon Stephane Galbert                                             | 56.49    | 56.75    | 57.11    | elim.    | -       | 21        |
| Bob a quattro maschile | Bruno Mingeon Christophe Fouquet Pierre-Alain Menneron Alexandre Vanhoutte | 56.09    | 56.08    | 55.87    | 55.71    | 3:43.75 | 18        |

## Combinata nordica
| Gara                  | Atleta                                                      | Salto | Salto | Fondo    | Fondo            | Posizione |
| Gara                  | Atleta                                                      | Punti | Pos.  | Distacco | Tempo + distacco | Posizione |
| --------------------- | ----------------------------------------------------------- | ----- | ----- | -------- | ---------------- | --------- |
| Sprint                | Nicolas Bal                                                 | 95,4  | 39    | 2'01"    | 20'06"7          | 27        |
| Sprint                | Jason Lamy-Chappuis                                         | 124,4 | 2     | 5"       | 18'51"5          | 4         |
| Sprint                | Ludovic Roux                                                |       |       |          |                  | DNS       |
| Individuale Gundersen | Nicolas Bal                                                 | 188,5 | 42    | 4'56"    | 44'28"9          | 31        |
| Individuale Gundersen | Jason Lamy-Chappuis                                         | 257   | 3     | 22"      | 41'34"0          | 31        |
| Individuale Gundersen | Ludovic Roux                                                | 211,5 | 29    | 3'24"    | 43'42"6          | 26        |
| Individuale Gundersen | François Braud                                              | 194   | 37    | 4'34"    | 47'02"3          | 42        |
| Gara a squadre        | François Braud Nicolas Bal Ludovic Roux Jason Lamy-Chappuis | 848,2 | 6     | 1'05"    | 51'24"6          | 5         |

## Freestyle
| Gara            | Atleta          | Qualificazioni | Qualificazioni | Finale          | Finale    |
| Gara            | Atleta          | Punti          | Posizione      | Punti           | Posizione |
| --------------- | --------------- | -------------- | -------------- | --------------- | --------- |
| Gobbe maschile  | Guilbaut Colas  | 24,33          | 5              | 23,60           | 10        |
| Gobbe maschile  | Pierre Ochs     | 23,19          | 14             | 21,37           | 17        |
| Gobbe maschile  | Silvan Palazot  | 21,29          | 26             | non qualificato | 26        |
| Gobbe femminile | Sandra Laoura   | 25,45          | 2              | 25,37           |           |
| Salti maschile  | Aurélien Lohrer | 188,27         | 22             | non qualificato | 22        |

## Pattinaggio di figura
| Gara                 | Atleta                                | Obbligatorio | Obbligatorio | Breve/Originale | Breve/Originale | Libero | Libero | Totale | Totale |
| Gara                 | Atleta                                | Punti        | Pos.         | Punti           | Pos.            | Punti  | Pos.   | Punti  | Pos.   |
| -------------------- | ------------------------------------- | ------------ | ------------ | --------------- | --------------- | ------ | ------ | ------ | ------ |
| Individuale maschile | Frédéric Dambier                      |              |              | 61,17           | 19              | 116,42 | 19     | 177,59 | 19     |
| Individuale maschile | Brian Joubert                         |              |              | 77,77           | 4               | 135,12 | 7      | 212,89 | 6      |
| Coppie               | Marylin Pla Yannick Bonheur           |              |              | 44,24           | 14              | 88,60  | 14     | 132,84 | 14     |
| Danza su ghiaccio    | Isabelle Delobel Olivier Schoenfelder | 36,44        | 7            | 58,34           | 4               | 99,50  | 2      | 194,28 | 4      |
| Danza su ghiaccio    | Nathalie Péchalat Fabian Bourzat      | 28,59        | 16           | 44,07           | 17              | 76,65  | 19     | 149,31 | 18     |

## Sci alpino
| Gara      | Atleta                 | 1° manche  | 2° manche   | Tempo totale | Posizione |
| --------- | ---------------------- | ---------- | ----------- | ------------ | --------- |
| Slalom    | Stéphane Tissot        | non finito |             |              |           |
| Slalom    | Jean-Pierre Vidal      | DNS        |             |              |           |
| Slalom    | Pierrick Bourgeat      | 54"45      | 51"03       | 1'45"48      | 11        |
| Slalom    | Jean-Baptiste Grange   | 54"84      | non finito  |              |           |
| Gigante   | Raphaël Burtin         | 1'20"70    | 1'20"29     | 2'40"99      | 21        |
| Gigante   | Gauthier de Tessières  | non finito |             |              |           |
| Gigante   | Joël Chenal            | 1'16"80    | 1'18"27     | 2'35"07      |           |
| Gigante   | Thomas Fanara          | non finito |             |              |           |
| Super-g   | Yannick Bertrand       | 1'32"31    | 1'32"31     | 1'32"31      | 24        |
| Super-g   | Pierre-Emmanuel Dalcin | DNF        | DNF         | DNF          | DNF       |
| Super-g   | Antoine Dénériaz       | 1'31"49    | 1'31"49     | 1'31"49      | 11        |
| Super-g   | Gauthier de Tessières  | 1'34"94    | 1'34"94     | 1'34"94      | 39        |
| Discesa   | Yannick Bertrand       | 1'51"37    | 1'51"37     | 1'51"37      | 24        |
| Discesa   | Pierre-Emmanuel Dalcin | 1'50"35    | 1'50"35     | 1'50"35      | 11        |
| Discesa   | Antoine Dénériaz       | 1'48"80    | 1'48"80     | 1'48"80      |           |
| Combinata | Pierrick Bourgeat      | 1'41"35    | 45"56 44"38 | 3'11"29      | 8         |
| Combinata | Jean-Baptiste Grange   | 1'44"05    | 44"63 43"83 | 3'12"51      | 13        |

| Gara      | Atleta                | 1° manche | 2° manche | Tempo totale | Posizione |
| --------- | --------------------- | --------- | --------- | ------------ | --------- |
| Slalom    | Anne-Sophie Barthet   | 46"28     | 50"38     | 1'36"66      | 24        |
| Slalom    | Florine de Leymarie   | 43"40     | 47"99     | 1'31"39      | 11        |
| Slalom    | Laure Pequegnot       | DSQ       |           |              |           |
| Slalom    | Vanessa Vidal         | 44"49     | 48"48     | 1'32"97      | 26        |
| Gigante   | Ingrid Jacquemod      | 1'02"56   | 1'11"49   | 2'14"05      | 21        |
| Super-g   | Ingrid Jacquemod      | 1'35"28   | 1'35"28   | 1'35"28      | 32        |
| Super-g   | Marie Marchand-Arvier | 1'34"82   | 1'34"82   | 1'34"82      | 25        |
| Super-g   | Carole Montillet      | 1'33"31   | 1'33"31   | 1'33"31      | 5         |
| Discesa   | Ingrid Jacquemod      | 1'58"46   | 1'58"46   | 1'58"46      | 16        |
| Discesa   | Marie Marchand-Arvier | 1'58"59   | 1'58"59   | 1'58"59      | 15        |
| Discesa   | Carole Montillet      | 2'01"03   | 2'01"03   | 2'01"03      | 28        |
| Combinata | Marie Marchand-Arvier | 41"04     | 44"62     | 1'31"45      | 15        |
| Combinata | Anne-Sophie Barthet   | DNF       |           |              |           |

## Sci di fondo
| Gara                   | Atleta                                                                           | Tempo d'arrivo | Posizione |
| ---------------------- | -------------------------------------------------------------------------------- | -------------- | --------- |
| 15 km tecnica classica | Jean-Marc Gaillard                                                               | 40'09"2        | 23        |
| 50 km tecnica libera   | Jean-Marc Gaillard                                                               | 2:06'19"9      | 11        |
| 30 km inseguimento     | Emmanuel Jonnier                                                                 | DNF            | -         |
| 50 km tecnica libera   | Emmanuel Jonnier                                                                 | 2:06'13"5      | 4         |
| 15 km tecnica classica | Christophe Perrillat-Collomb                                                     | 40'12"0        | 24        |
| 30 km inseguimento     | Christophe Perrillat-Collomb                                                     | 1:20'12"0      | 35        |
| 15 km tecnica classica | Alexandre Rousselet                                                              | 39'48"4        | 18        |
| 30 km inseguimento     | Alexandre Rousselet                                                              | 1:19'17"0      | 27        |
| 50 km tecnica libera   | Alexandre Rousselet                                                              | 2:07'01"5      | 26        |
| 15 km tecnica classica | Vincent Vittoz                                                                   | 39'27"3        | 14        |
| 30 km inseguimento     | Vincent Vittoz                                                                   | 1:17'07"5      | 6         |
| 50 km tecnica libera   | Vincent Vittoz                                                                   | 2:06'16"4      | 9         |
| Staffetta 4x10 km      | Christophe Perrillat-Collomb Alexandre Rousselet Emmanuel Jonnier Vincent Vittoz | 1:44'22"8      | 4         |

| Gara        | Atleta         | Qualificazioni | Qualificazioni | Quarti di finale | Quarti di finale | Semifinali | Semifinali | Finale | Finale    |
| Gara        | Atleta         | Tempo          | Pos.           | Tempo            | Pos.             | Tempo      | Pos.       | Tempo  | Posizione |
| ----------- | -------------- | -------------- | -------------- | ---------------- | ---------------- | ---------- | ---------- | ------ | --------- |
| Individuale | Roddy Darragon | 2'16"76        | 10             | 2'21"9           | 2                | 2'19"9     | 2          | 2'27"1 |           |

| Gara                   | Atleta                                                                      | Tempo d'arrivo | Posizione |
| ---------------------- | --------------------------------------------------------------------------- | -------------- | --------- |
| 10 km tecnica classica | Elodie Bourgeois Pin                                                        | 29'40"6        | 22        |
| 30 km tecnica libera   | Elodie Bourgeois Pin                                                        | 1:29'37"6      | 36        |
| 10 km tecnica classica | Aurelie Perrillat Storti                                                    | 30'35"9        | 37        |
| Staffetta 4x5 km       | Aurelie Perrillat Storti Karine Laurent Philippot Cecile Storti Emilie Vina | 56'41"4        | 9         |

| Gara             | Atleta                                        | Qualificazioni | Qualificazioni | Quarti di finale | Quarti di finale | Semifinali | Semifinali | Finale      | Finale    |
| Gara             | Atleta                                        | Tempo          | Pos.           | Tempo            | Pos.             | Tempo      | Pos.       | Tempo       | Posizione |
| ---------------- | --------------------------------------------- | -------------- | -------------- | ---------------- | ---------------- | ---------- | ---------- | ----------- | --------- |
| Individuale      | Elodie Bourgeois Pin                          | 2'24"77        | 55             | non qualificata  | non qualificata  |            |            |             | 55        |
| Individuale      | Aurelie Perrillat Storti                      | 2'19"28        | 34             | non qualificata  | non qualificata  |            |            |             | 34        |
| Individuale      | Emilie Vina                                   | 2'22"42        | 47             | non qualificata  | non qualificata  |            |            |             | 47        |
| Sprint a squadre | Elodie Bourgeois Pin Aurelie Perrillat Storti |                |                |                  |                  | 17'54"5    | 6          | non qualif. | 11        |

## Short track
| Gara   | Atleta              | Batterie  | Batterie | Quarti di finale | Quarti di finale | Semifinali | Semifinali | Finale | Finale |
| Gara   | Atleta              | Tempo     | Pos.     | Tempo            | Pos.             | Tempo      | Pos.       | Tempo  | Pos.   |
| ------ | ------------------- | --------- | -------- | ---------------- | ---------------- | ---------- | ---------- | ------ | ------ |
| 1000 m | Maxime Châtaignier  | DSQ       | -        |                  |                  |            |            |        | -      |
| 1000 m | Jean-Charles Mattei | 21'28"009 | 3        |                  |                  |            |            |        | 16     |
| 1500 m | Maxime Châtaignier  | 2'23"966  | 4        |                  |                  |            |            |        | 18     |
| 1500 m | Jean-Charles Mattei | 2'43"543  | 5        |                  |                  |            |            |        | 24     |

| Gara             | Atleta                                                            | Batterie | Batterie | Quarti di finale | Quarti di finale | Semifinali | Semifinali | Finale           | Finale |
| Gara             | Atleta                                                            | Tempo    | Pos.     | Tempo            | Pos.             | Tempo      | Pos.       | Tempo            | Pos.   |
| ---------------- | ----------------------------------------------------------------- | -------- | -------- | ---------------- | ---------------- | ---------- | ---------- | ---------------- | ------ |
| 500 m            | Stéphanie Bouvier                                                 | DSQ      | -        |                  |                  |            |            |                  | -      |
| 1000 m           | Stéphanie Bouvier                                                 | 1'33"197 | 4        |                  |                  |            |            |                  | 20     |
| 1000 m           | Min Kyung Choi                                                    | 1'36"745 | 2        | DSQ              | -                |            |            |                  | -      |
| 1500 m           | Stéphanie Bouvier                                                 | 2'35"410 | 1        | DSQ              | -                |            |            |                  | -      |
| 1500 m           | Myrtille Gollin                                                   | 2'38"442 | 4        |                  |                  |            |            |                  | 19     |
| 3000 m staffetta | Stéphanie Bouvier Min Kyung Choi Myrtille Gollin Céline Lecompére |          |          |                  |                  | 4'21"898   | 3          | Final B 4'18"971 | 6      |

## Skeleton
| Gara             | Atleta            | Manche 1 | Manche 2 | Totale  | Posizione |
| ---------------- | ----------------- | -------- | -------- | ------- | --------- |
| Singolo maschile | Phillippe Cavoret | 59"79    | 59"08    | 1'58"87 | 14        |

## Snowboard
| Gara               | Atleta           | Qualificazioni | Qualificazioni | Semifinali | Semifinali | Finale        | Finale    |
| Gara               | Atleta           | Punteggio      | Pos.           | Punteggio  | Pos.       | Punteggio     | Posizione |
| ------------------ | ---------------- | -------------- | -------------- | ---------- | ---------- | ------------- | --------- |
| Halfpipe maschile  | Mathieu Crépel   | 37,4           | 8              | 34,2       | 11         |               | 17        |
| Halfpipe maschile  | Gary Zebrowski   | 30,7           | 17             | 43,3       | 2          | 38,6 - (29,5) | 6         |
| Halfpipe femminile | Cecile Alzina    | 25,7           | 17             | 28,0       | 13         |               | 19        |
| Halfpipe femminile | Sophie Rodriguez | 33,9           | 7              | 33,8       | 7          |               | 13        |
| Halfpipe femminile | Doriane Vidal    | 34,5           | 6              | -          | -          | (26,1) - 35,7 | 8         |

| Gara                        | Atleta           | Qualificazioni | Qualificazioni | Ottavi             | Ottavi | Quarti        | Quarti | Semifinale    | Semifinale         | Finale                 | Finale                |
| --------------------------- | ---------------- | -------------- | -------------- | ------------------ | ------ | ------------- | ------ | ------------- | ------------------ | ---------------------- | --------------------- |
| Gigante parallelo maschile  | Mathieu Bozzetto | 1'12"02        | 13             | Bozzetto           | -0"54  | Bozzetto      | -1"54  | Bozzetto      | + 0"38             | Bozzetto               | Finale 3°p. perde DNF |
| Gigante parallelo maschile  | Mathieu Bozzetto | 1'12"02        | 13             | Andreas Prommegger |        | Gilles Jaquet |        | Simon Schoch  |                    | Siegfried Grabner      |                       |
| Gigante parallelo maschile  | Nicolas Huet     | 1'10"72        | 7              | Huet               | +0"53  |               |        |               |                    |                        | -                     |
| Gigante parallelo maschile  | Nicolas Huet     | 1'10"72        | 7              | Rok Flander        |        |               |        |               |                    |                        | -                     |
| Gigante parallelo femminile | Julie Pomagalski | 1'21"02        | 3              | Pomagalski         | -1"77  | Pomagalski    | +1"43  | Pomagalski    | Class. 5°-8° -4"76 | Pomagalski             | Finale 5°p. +1"04     |
| Gigante parallelo femminile | Julie Pomagalski | 1'21"02        | 3              | Isabelle Blanc     |        | Daniela Meuli |        | Ursula Bruhin |                    | Ekaterina Tudigescheva |                       |
| Gigante parallelo femminile | Isabelle Blanc   | 1'10"72        | 7              | Blanc              | +1"77  |               |        |               |                    |                        | -                     |
| Gigante parallelo femminile | Isabelle Blanc   | 1'10"72        | 7              | Julie Pomagalski   |        |               |        |               |                    |                        | -                     |

| Gara                      | Atleta               | Qualificazioni | Qualificazioni | Ottavi | Quarti | Semifinali | Finale |
| ------------------------- | -------------------- | -------------- | -------------- | ------ | ------ | ---------- | ------ |
| Snowboard cross maschile  | Paul-Henri de Le Rue | 1'21"21        | 10             | 2      | 2      | 1          |        |
| Snowboard cross maschile  | Xavier de Le Rue     | 1'20"97        | 5              | 3      |        |            | 18     |
| Snowboard cross maschile  | Sylvain Duclos       | 1'22"55        | 25             | 4      |        |            | 29     |
| Snowboard cross maschile  | Pierre Vaultier      | 1'23"75        | 35             |        |        |            | 35     |
| Snowboard cross femminile | Déborah Anthonioz    | 1'30"89        | 9              | 3      |        |            | 10     |
| Snowboard cross femminile | Marie Laissus        | 1'30"46        | 8              | n/a    | 2      | 3          | 8      |
| Snowboard cross femminile | Julie Pomagalski     | 1'36"32        | 23             |        |        |            | 23     |
| Snowboard cross femminile | Karine Ruby          | 1'31"03        | 11             | n/a    | 4      | el.        | 16     |